# Hannes Artner
Hannes Artner (* 5. November 1984 in Oberwart) ist ein ehemaliger österreichischer Basketballspieler.

## Laufbahn
Artner, ein 1,84 Meter großer Aufbauspieler, gelang der Sprung von der Jugend der Oberwart Gunners in die Bundesliga-Mannschaft. Später wurde er auch Österreichischer Teamspieler. Zurückgehend auf seinen Heimatort Riedlingsdorf nahe Oberwart erhielt Artner in der Jugend in Basketballkreisen den Spitznamen „Zwiebel“. 2011 gewann er mit Oberwart den ersten österreichischen Meistertitel der Vereinsgeschichte.
Der beruflich in Wien als Polizist tätige Artner verließ die Oberwart Gunners 2015 aus beruflichen Gründen und spielte noch ein Jahr beim UBC Mattersburg in der 2. Bundesliga. In der Saison 2015/16 war er bester Korbschütze der Mattersburger und zog sich 2016 aus dem Leistungssport zurück.